# Fumbling Towards Ecstasy
Fumbling Towards Ecstasy è il terzo album discografico in studio della cantautrice canadese Sarah McLachlan, pubblicato nel 1993 in Canada e nel 1994 negli Stati Uniti.

## Tracce
1. Possession – 4:39
2. Wait – 4:09
3. Plenty – 4:05
4. Good Enough – 5:03
5. Mary – 3:55
6. Elsewhere – 4:44
7. Circle – 3:43
8. Ice – 3:54
9. Hold On – 4:09
10. Ice Cream – 2:44
11. Fear – 3:59
12. Fumbling Towards Ecstasy – 9:49